# Birkenfelde
Birkenfelde is een gemeente in de Duitse deelstaat Thüringen, en maakt deel uit van de Landkreis Eichsfeld.
Birkenfelde telt 542 inwoners.